# Custos Messium
Custos Messium (em latim: Guardião da Colheita) foi uma constelação criado pelo astrônomo francês Jérôme Lalande em 1775 em homenagem ao também francês Charles Messier. A constelação compreendia as atuais constelações de Cassiopeia, Camelopardalis e Cefeu. Não é mais reconhecido por nenhuma autoridade astronômica internacional.